# کورد یورگنس
کورد یورگنس (آلمانی: Curd Gustav Andreas Gottlieb Franz Jürgens؛ زاده ۱۳ دسامبر ۱۹۱۵ درگذشته ۱۸ ژوئن ۱۹۸۲) بازیگر تئاتر و فیلم اهل آلمان-اتریش بود.
وی بین سال‌های ۱۹۳۵ تا ۱۹۸۲ میلادی فعالیت می‌کرد.
از فیلم‌هایی که وی در آن نقش داشته است، می‌توان به جنون بورژوازی، نیکلاس و الکساندرا، پیروزی تلخ، نبرد بریتانیا، تهران ۴۳، قهرمانان، جاسوسی که دوستم داشت، تودهنی، ملفیستو والز و اورینت اکسپرس اشاره کرد.